# 청주내수도서관
청주내수도서관(淸州內秀圖書館)은 대한민국 충청북도 청주시 청원구 내수읍에 있는 시립 도서관이다.

## 연혁
- 2021년 12월 30일 개관.